# Maria de Menezes
Maria do Céu de Menezes Martins (n. Funchal, 27 de fevereiro de 1952), com nome artístico Maria de Menezes, é uma escritora portuguesa, premiada com o Prémio Revelação da Associação Portuguesa de Escritores.

## Biografia
Licenciada em História pela Faculdade de Letras da Universidade de Lisboa, iniciou, em 1972, a atividade profissional como professora do Ensino Secundário. Ficou a residir na zona de Cascais e teve duas filhas.

## Carreira
Recebeu o Prémio Revelação de 1992 da Associação Portuguesa de Escritores pelo livro Três Histórias com Final Feliz, que seria publicado no ano seguinte. Em 2001, publicou Contos Místicos, que inclui dois contos galardoados com uma menção honrosa no Concurso Nacional de Contos Manuel da Fonseca de 2000. Em 2002, com a noveleta «Boas vindas», incluída na antologia Como Era Gostosa a Minha Alienígena!, coordenada por Gerson Lodi-Ribeiro, recebeu o Prémio Argos para o melhor trabalho de Ficção Científica & Fantástico publicado no Brasil.
É membro fundador da Simetria - Associação Portuguesa de Ficção Científica e Fantástico e colaboradora regular das antologias e dos encontros organizados pela FC & F e da revista Paradoxo, da mesma associação. No Brasil,  além de "Boas vindas", na antologia anteriormente citada, publicou o conto «Zen», na revista Scarium, com direcção de Rogério Amaral. Em Itália, participou com «Giorni di burrasca», na antologia Nostalgia dei Giorni Atlantici, sob coordenação de António Fournier, e, em França, publicou «Pédagogies diversifiées», na revista Miniature, com direcção de Pierre-Jean Brouillaud, e o conto «Ad maiorem Dei gloriam», incluído na antologia Utopiae 2006.  Em 2011, o seu conto "Estacionamento Proibido", de Três Histórias com Final Feliz, foi incluído no terceiro volume da Antologia Crítica do Conto Português - Séculos XIX-XXI, coordenado por Maria Isabel Rocheta e Serafina Martins e patrocinado pelo CLEPUL-FCT. Juntamente com o conto, foi publicado o ensaio sobre a escritora da autoria de Cristina A. Ribeiro.

## Livros
Três Histórias Com Final Feliz, Lisboa, Editorial Caminho, 1993.
Contos Místicos, Lisboa, Hugin, 2001.